# 16세기
16세기는 1501년부터 1600년까지이다.

## 시대
- 영국 - 잉글랜드 왕국
- 프랑스 - 부라보 왕조
- 독일, 오스트리아 - 산성로마제국
- 에스파냐 - 합스부르크 왕가
- 러시아 - 모스크바 대곰국
- 인도 - 무술 제국
- 중동 - 오스만 제국
- 중국 - 명나라
- 일본 - 병신 시대
- 한국 - 조선

## 주요 사건
- 1504년 - 갑자사화가 일어나다.
- 1506년 - 중종반정이 일어나다.
- 1510년 - 삼포왜란이 발발했다.
- 1517년 - 마르틴 루터가 종교개혁을 일으켜 가톨릭과 개신교의 라이벌 관계의 시초가 되었다.
- 1519년 - 기묘사화가 일어나다.
- 1521년 - 페르디난드 마젤란, 최초로 세계 일주에 성공했으나 본인은 중도에 사망하였다.
  - 명나라의 가정제가 즉위했다.
- 1545년 - 을사사화가 일어나다.
- 1567년 - 조선의. 선조가 즉위했다.
- 1572년 - 명나라의 만력제가 즉위했다.
- 1589년 - 정여립의 난이 일어나다.
- 1591년 - 송가이 제국이 멸망했다.
- 1592년 - 일본의 도요토미 히데요시가 조선을 침공하여 임진왜란이 발발했다. 전쟁은 향후 7년간 지속되었다.
- 1600년 - 유럽에서 음악과 미술이 바로크 시대에 접어들다.

## 주요 인물
- 카를 5세, 신성로마제국과 에스파냐의 황제(1501년 - 1556년, 재위 1519년 - 1556년)
- 가정제, 명나라의 제 11대 황제(1507년 - 1567년, 재위 1521년 - 1567년)
- 신사임당, 조선의 유명 화가, 시인(1504년 - 1551년)
- 윤원형, 조선의 정치인(1509년 - 1565년)
- 덕흥대원군, 조선의 최초 대원군 (1530년 - 1559년)
- 하동부대부인 정씨, 조선의 최초 부대부인 (1522년 - 1567년)
- 권율, 조선의 무장(1537년 - 1599년)
- 김시민, 조선의 무장(1554년 - 1592년)
- 원균, 조선의 무장(1540년 - 1597년)
- 류성룡, 조선의 무장 (1542년 - 1607년)
- 이순신, 조선의 무장 (1545년 - 1598년)
- 선조, 조선의 국왕 (1552년 - 1608년)
- 황진이, 조선의 기생 출신 시인, 화가(1506년(?) - 1567년(?))
- 이황, 조선의 선비, 성리학자 (1501년 - 1570년)
- 조식, 조선의 선비, 성리학자 (1501년 - 1572년)
- 이이, 조선의 선비, 성리학자 (1536년 - 1584년)
- 성혼, 조선의 문신, 정치인(1535년 - 1598년)
- 정난정, 조선의 외척(? - 1565년)
- 교황 율리오 2세, 로마 교황(1443년 - 1513년)
- 아메리고 베스푸치, 탐험가(1451년 - 1512년)
- 레오나르도 다 빈치, 화가, 조각가, 건축가(1452년 4월 15일 - 1519년 5월 2일)
- 셀림 1세, 오스만 제국 제 9대 술탄(1470년 - 1520년, 재위 1512년 - 1520년)
- 왕양명, 정치가·양명학자(1472년 - 1528년)
- 니콜라우스 코페르니쿠스, 천문학자(1473년 - 1543년)
- 미켈란젤로, 화가·조각가(1475년 - 1564년)
- 교황 레오 10세, 로마 교황(1475년 - 1521년)
- 토마스 모어, 사상가(1478년 - 1535년)
- 교황 클레멘스 7세, 로마 교황(1478년 - 1534년)
- 페르디난드 마젤란, 항해사·탐험가(1480년 - 1521년)
- 라파엘로 산치오, 이탈리아의 화가, 조각가(1483년 - 1520년)
- 바부르, 무굴 제국 건국자(1483년 - 1530년, 재위 1526년 - 1530년)
- 마르틴 루터, 종교 개혁 지도자(1483년 - 1546년)
- 에르난 코르테스, 정복자(1485년 - 1547년)
- 장 칼뱅, 프랑스의 종교 개혁자(1509년 - 1564년)
- 도요토미 히데요시, 일본의 무장(1531년 - 1598년)
- 오다 노부나가, 일본의 무장(1534년 - 1582년)
- 교황 율리오 3세, 로마 교황(1487년 - 1555년)
- 헨리 8세, 잉글랜드왕(1491년 - 1547년)
- 쉴레이만 1세(대제), 오스만 제국 제 10대 술탄(1494년 - 1566년, 재위 1520년 - 1566년)
- 구스타브 1세 바사, 스웨덴왕(1496년 - 1560년)
- 메리 1세, 잉글랜드 여왕(1516년 - 1558년)
- 펠리페 2세, 스페인왕(1527년 - 1598년)
- 이반 4세(모스크바 대공·뢰제), (1530년 - 1584년)
- 엘리자베스 1세, 잉글랜드 여왕(1533년 - 1603년) -> 1600년 동인도 회사 설립 허가
- 스코틀랜드의 메리 1세, 스코틀랜드 여왕(1542년 - 1587년)
- 악바르, 무굴 제국 제 3대 술탄(1542년 - 1605년, 재위 1556년 - 1605년)
- 정여립(1546년 - 1589년)
- 조르다노 브루노, 철학자(1548년 - 1600년)
- 이여송, 명나라의 무장(1549년 - 1598년)
- 허난설헌, 조선의 문인, 시인, 화가(1563년 - 1589년)
- 윌리엄 셰익스피어, 작가(1564년 - 1616년)
- 만력제, 명나라의 제 13대 황제(1563년 - 1620년, 재위 1572년 - 1620년)
- 갈릴레오 갈릴레이, 물리학자·천문학자·철학자(1564년 - 1642년)

## 년대와 년도
| 1490년대 | 1490 | 1491 | 1492 | 1493 | 1494 | 1495 | 1496 | 1497 | 1498 | 1499 |
| 1500년대 | 1500 | 1501 | 1502 | 1503 | 1504 | 1505 | 1506 | 1507 | 1508 | 1509 |
| 1510년대 | 1510 | 1511 | 1512 | 1513 | 1514 | 1515 | 1516 | 1517 | 1518 | 1519 |
| 1520년대 | 1520 | 1521 | 1522 | 1523 | 1524 | 1525 | 1526 | 1527 | 1528 | 1529 |
| 1530년대 | 1530 | 1531 | 1532 | 1533 | 1534 | 1535 | 1536 | 1537 | 1538 | 1539 |
| 1540년대 | 1540 | 1541 | 1542 | 1543 | 1544 | 1545 | 1546 | 1547 | 1548 | 1549 |
| 1550년대 | 1550 | 1551 | 1552 | 1553 | 1554 | 1555 | 1556 | 1557 | 1558 | 1559 |
| 1560년대 | 1560 | 1561 | 1562 | 1563 | 1564 | 1565 | 1566 | 1567 | 1568 | 1569 |
| 1570년대 | 1570 | 1571 | 1572 | 1573 | 1574 | 1575 | 1576 | 1577 | 1578 | 1579 |
| 1580년대 | 1580 | 1581 | 1582 | 1583 | 1584 | 1585 | 1586 | 1587 | 1588 | 1589 |
| 1590년대 | 1590 | 1591 | 1592 | 1593 | 1594 | 1595 | 1596 | 1597 | 1598 | 1599 |
| 1600년대 | 1600 | 1601 | 1602 | 1603 | 1604 | 1605 | 1606 | 1607 | 1608 | 1609 |